# シトゥーロヴォ - レヴィツェ線
シトゥーロヴォ - レヴィツェ線（スロバキア語: Železničná trať Štúrovo – Levice）は、スロバキア国鉄の鉄道線の名称である。路線番号は152。1885年から1887年にかけて開業した。

## 歴史
フロン川沿線の鉄道建設プロジェクトはハンガリー王国で古い計画の一つで、目標は上ハンガリー（現在スロバキア中部地方）鉱山地帯を結ぶことであった。その計画は実現されなかったが、1880年代にオーストリア＝ハンガリー国家鉄道（略: StEG）はプロジェクトを引き受けた。1882年法律45号によりStEGはバルカン半島方面の鉄道建設を放棄して代わりに地方鉄道を建設することとなった。エステルゴム＝ナーナ（現在シュトゥーロヴォ） - イポイシャーグ（現在シャヒ）間の地方鉄道建設に関する許可はStEGに与えられてて、1885年6月1日にナーナ - チャタ間はガラムイポイ地方鉄道（Garam–Ipolyvölgyi HÉV）の名称で開業された。1887年3月18日、StEGはチャタ - レーヴァ（現在レヴィツェ）間分岐線建設に関する許可を獲得して、その区間を同年9月18日に開通した。ナーナ - レーヴァーおよびチャタ - イポイシャーグ（現在シャヒ）両区間はガラムイポイ地方鉄道の名称で統合された。
1891年1月1日、ハンガリーはStEGが王立ハンガリー鉄道（略: MÁV）に引き受けられて、この路線はMÁVの路線網に編入された。
1918年10月にオーストリア＝ハンガリー帝国が解体されチェコスロバキアが独立した後に、この路線は新生のチェコスロバキア国営鉄道（略: ČSD）に属することとなった。ハンガリー語の駅名はスロバキア語地名に取り替えられた。1925年にズヴォレン - クルピナ間が開通された後に、殆どの旅客列車はシャヒ経由でズヴォレン方面に走行したので、チャタ駅は乗り換え駅となった。
第一次ウィーン裁定の結果、1938年11月にレヴィツェはハンガリーに帰属して、この路線はハンガリー国鉄の路線網に編入された。1945年終戦後、全区間はČSDの路線網に復帰した。
1993年1月1日、この路線はチェコスロバキア分離の結果で新生のスロバキア国鉄（Železnice Slovanekej republiky, ŽSR）に引き受けられた。

## 運行形態

### 快速「ズリフレニー・ヴラク(Zr)」
- シトゥーロヴォ - チャタ - ズヴォレン　【夏季の休日運行】
季節列車で、夏季の休日に限り一日1往復運行する。チャタ以東は153号線に直通する。シトゥーロヴォ - チャタ間ノンストップ。
2022年度以前は、レギオナルエクスプレス(REX)の種別で運行していた。

### 普通
- シトゥーロヴォ - レヴィツェ
平日は一日8往復（2-4時間間隔）、休日は一日5往復（4時間間隔）の運行。
2021年以前は平日一日5.5往復（シトゥーロヴォ - チャタ間は6往復）、休日一日5往復の運行であった。2022年度は、曜日を問わず一日6往復運行していた。

### 過去の運行種別
- 特急「リーフリク(R)」
  - ゲメラン・ポリャナ号：　プラハ - シトゥーロヴォ - レヴィツェ - プレショウ
2022年6月1日から10月18日まで、日曜日を除く週6日、一日1往復運行していた。シトゥーロヴォ以西は130号線に、レヴィツェ以東は150号線に直通していた。シトゥーロヴォ - レヴィツェ間はノンストップであった。150号線工事のため、代替ルートとして運行していた列車である[4]。

- 特急「区間リーフリク(RR)」
  - ウルピーン号：　ブラチスラヴァ - シトゥーロヴォ - レヴィツェ - バンスカー・ビストリツァ　【週1往復運行】
2022年6月1日から10月18日まで、金曜日の東行と、日曜日の西行のみ、週1往復運行していた。シトゥーロヴォ以西は130号線に、レヴィツェ以東は150号線に直通していた。シトゥーロヴォ - レヴィツェ間はノンストップであった。150号線工事のため、代替ルートとして運行していた列車である[4]。

## 駅一覧
以下では、スロバキア国鉄152号線の駅と営業キロ、停車列車、接続路線などを一覧表で示す。なお、全て各駅停車である。
| 路線名 | 駅名                                 | 駅間営業キロ | 累計営業キロ | Os | 接続路線                                                      | 所在地   | 所在地               |
| ------ | ------------------------------------ | ------------ | ------------ | -- | ------------------------------------------------------------- | -------- | -------------------- |
| 152    | シトゥーロヴォ駅                     | -            | 0.0          | ■  | 130号線（プラハ方面） ハンガリー国鉄 70号線（ブダペスト方面） | ニトラ県 | ノヴェー・ザームキ郡 |
| 152    | カメンニー・モスト・ナド・フロノム駅 | 6.6          | 6.6          | ■  |                                                               | ニトラ県 | ノヴェー・ザームキ郡 |
| 152    | カメニーン駅                         | 5.1          | 11.7         | ■  |                                                               | ニトラ県 | ノヴェー・ザームキ郡 |
| 152    | ビーニャ駅                           | 3.8          | 15.5         | ■  |                                                               | ニトラ県 | ノヴェー・ザームキ郡 |
| 152    | ビーニャ停留所（休止中）             |              | (17.7)       | ｜ |                                                               | ニトラ県 | ノヴェー・ザームキ郡 |
| 152    | チャタ駅                             | 4.6          | 20.1         | ■  | 153号線（シャヒ方面）                                         | ニトラ県 | レヴィツェ郡         |
| 152    | ポフロンスキー・ルスコフ駅           | 2.2          | 22.3         | ■  |                                                               | ニトラ県 | レヴィツェ郡         |
| 152    | フロノヴツェ駅                       | 3.4          | 25.7         | ■  |                                                               | ニトラ県 | レヴィツェ郡         |
| 152    | ジェリェゾヴツェ駅                   | 4.3          | 30.0         | ■  |                                                               | ニトラ県 | レヴィツェ郡         |
| 152    | テコフスケー・ルジャニ駅             | 8.9          | 38.9         | ■  |                                                               | ニトラ県 | レヴィツェ郡         |
| 152    | テコフスキー・フラードク駅           | 6.5          | 45.4         | ■  |                                                               | ニトラ県 | レヴィツェ郡         |
| 152    | ドルナー・セチ駅                     | 2.0          | 47.4         | ■  |                                                               | ニトラ県 | レヴィツェ郡         |
| 152    | レヴィツェ駅                         | 4.9          | 52.3         | ■  | 150号線（バンスカー・ビストリツァ方面）                       | ニトラ県 | レヴィツェ郡         |